# 尼科洛·菲加里
尼科洛·菲加里（義大利語：Niccolò Figari，1988年1月24日—），意大利水球运动员。他曾代表意大利国家队参加2019年世界游泳锦标赛和2020年夏季奥林匹克运动会水球比赛。